# 硝基乙烯
硝基乙烯（英語： 或 nitroethene）是一种含氮有机化合物，化学式C2H3NO2，常温常压下为液体，是最简单的硝基烯，常作为生产各种其他化学品的中间体。